# 비아프라만

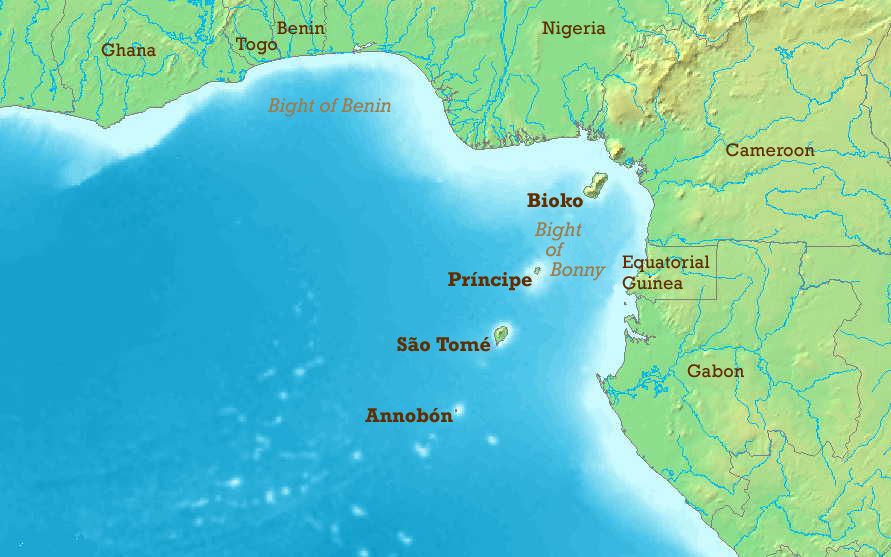
기니 만 지도에 표시된 보니 만

비아프라만(영어: Bight of Biafra) 또는 보니만(영어: Bight of Bonny)은 아프리카 서부 연안에 위치한 대서양의 만으로 최대 길이는 300km, 최대 너비는 600km이다. 나이지리아, 카메룬, 적도 기니, 가봉 연안과 접하며 기니만의 동쪽에 위치한다. 보니 만 인근에는 베냉 만이 위치한다.